# Verzy
Verzy és un municipi francès, situat al departament del Marne i a la regió del Gran Est. L'any 2007 tenia 1.068 habitants.

## Demografia

### Població
El 2007 la població de fet de Verzy era de 1.068 persones. Hi havia 404 famílies, de les quals 96 eren unipersonals (36 homes vivint sols i 60 dones vivint soles), 116 parelles sense fills, 172 parelles amb fills i 20 famílies monoparentals amb fills.
La població ha evolucionat segons el següent gràfic:
Habitants censats

### Habitatges
El 2007 hi havia 474 habitatges, 419 eren l'habitatge principal de la família, 3 eren segones residències i 52 estaven desocupats. 431 eren cases i 43 eren apartaments. Dels 419 habitatges principals, 336 estaven ocupats pels seus propietaris, 70 estaven llogats i ocupats pels llogaters i 13 estaven cedits a títol gratuït; 4 tenien una cambra, 12 en tenien dues, 26 en tenien tres, 85 en tenien quatre i 292 en tenien cinc o més. 317 habitatges disposaven pel capbaix d'una plaça de pàrquing. A 163 habitatges hi havia un automòbil i a 221 n'hi havia dos o més.

### Piràmide de població
La piràmide de població per edats i sexe el 2009 era:
| Homes | Edats   | Dones |
| ----- | ------- | ----- |
| 0     | 95 o +  | 0     |
| 4     | 90 a 94 | 0     |
| 4     | 85 a 89 | 4     |
| 4     | 80 a 84 | 4     |
| 20    | 75 a 79 | 28    |
| 8     | 70 a 74 | 28    |
| 20    | 65 a 69 | 16    |
| 16    | 60 a 64 | 20    |
| 52    | 55 a 59 | 60    |
| 32    | 50 a 54 | 40    |
| 28    | 45 a 49 | 28    |
| 28    | 40 a 44 | 32    |
| 44    | 35 a 39 | 44    |
| 36    | 30 a 34 | 44    |
| 28    | 25 a 29 | 32    |
| 32    | 20 a 24 | 8     |
| 40    | 15 a 19 | 48    |
| 56    | 10 a 14 | 40    |
| 44    | 5 a 9   | 40    |
| 36    | 0 a 4   | 24    |

## Economia
El 2007 la població en edat de treballar era de 724 persones, 543 eren actives i 181 eren inactives. De les 543 persones actives 527 estaven ocupades (281 homes i 246 dones) i 16 estaven aturades (10 homes i 6 dones). De les 181 persones inactives 52 estaven jubilades, 82 estaven estudiant i 47 estaven classificades com a «altres inactius».

### Ingressos
El 2009 a Verzy hi havia 421 unitats fiscals que integraven 1.081 persones, la mediana anual d'ingressos fiscals per persona era de 23.770 €.

### Activitats econòmiques
Dels 65 establiments que hi havia el 2007, 6 eren d'empreses alimentàries, 1 d'una empresa de fabricació d'altres productes industrials, 5 d'empreses de construcció, 16 d'empreses de comerç i reparació d'automòbils, 5 d'empreses de transport, 3 d'empreses d'hostatgeria i restauració, 6 d'empreses financeres, 1 d'una empresa immobiliària, 5 d'empreses de serveis, 11 d'entitats de l'administració pública i 6 d'empreses classificades com a «altres activitats de serveis».
Dels 16 establiments de servei als particulars que hi havia el 2009, 1 era una oficina d'administració d'Hisenda pública, 1 oficina de correu, 3 oficines bancàries, 1 taller de reparació d'automòbils i de material agrícola, 1 autoescola, 1 paleta, 2 lampisteries, 1 empresa de construcció, 3 perruqueries i 2 restaurants.
Dels 8 establiments comercials que hi havia el 2009, 1 era un supermercat, 1 una botiga de més de 120 m², 1 una botiga de menys de 120 m², 2 carnisseries, 2 drogueries i 1 una joieria.
L'any 2000 a Verzy hi havia 172 explotacions agrícoles que ocupaven un total de 702 hectàrees.

## Equipaments sanitaris i escolars
L'únic equipament sanitari que hi havia el 2009 era una farmàcia.
El 2009 hi havia 1 escola maternal i 1 escola elemental. Verzy disposava d'un col·legi d'educació secundària amb 358 alumnes.

## Poblacions més properes
El següent diagrama mostra les poblacions més properes.